# Kōichirō Matsuura

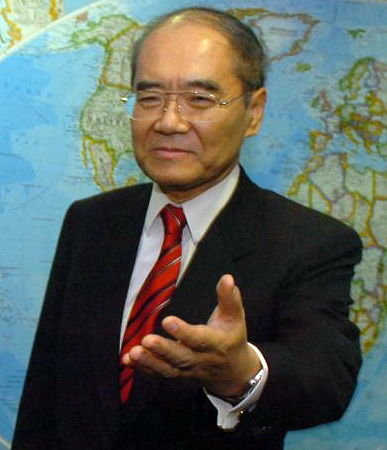
Matsuura in Indien (2007)

Kōichirō Matsuura (jap. 松浦 晃一郎, Matsuura Kōichirō; * 29. September 1937 in Tokio) ist ein japanischer Diplomat. Er war von 1999 bis 2009 Generaldirektor der Organisation der Vereinten Nationen für Erziehung, Wissenschaft und Kultur (UNESCO).
Er studierte von 1956 bis 1959 Rechtswissenschaften an der Universität Tokio und von 1959 bis 1961 Wirtschaftswissenschaften am Haverford College (Pennsylvania). Er ist seit 1959 Diplomat in japanischen Diensten. Von 1994 bis 1999 war er japanischer Botschafter in Frankreich sowie (zugleich) Andorra und Dschibuti. Von 1998 bis 1999 war er Vorsitzender des Komitees für das Erbe der Welt (World Heritage Committee).
Seit 1990 verfasste er mehrere Werke zum Thema Diplomatie, Umweltschutz und Politik.
Von 2000 bis 2008 gehörte er der Jury des Internationalen Nürnberger Menschenrechtspreises an.